# Elias Fausto (ort)
Elias Fausto är en ort i Brasilien.   Den ligger i kommunen Elias Fausto och delstaten São Paulo, i den sydöstra delen av landet, 800 km söder om huvudstaden Brasília. Elias Fausto ligger 579 meter över havet och antalet invånare är 12 704.
Terrängen runt Elias Fausto är platt. Runt Elias Fausto är det ganska tätbefolkat, med 80 invånare per kvadratkilometer.. Närmaste större samhälle är Indaiatuba, 17,3 km öster om Elias Fausto. 
Omgivningarna runt Elias Fausto är en mosaik av jordbruksmark och naturlig växtlighet.